# La Chaussade
La Chaussade, okzitanisch: La Chauçada, ist eine französische Gemeinde im Département Creuse in der Region Nouvelle-Aquitaine. Sie gehört zum Arrondissement Aubusson und zum Kanton Aubusson. 

## Geographie
Sie grenzt im Nordosten an Bosroger, im Osten an Champagnat und Bellegarde-en-Marche, im Südosten an Saint-Silvain-Bellegarde und die Enklave Saint-Alpinien, im Süden an Saint-Alpinien, im Südwesten an Saint-Amand sowie im Nordwesten an Saint-Maixant.
In La Chaussade entspringt der Fluss Voueize.

## Bevölkerungsentwicklung
| Jahr      | 1962 | 1968 | 1975 | 1982 | 1990 | 1999 | 2012 |
| --------- | ---- | ---- | ---- | ---- | ---- | ---- | ---- |
| Einwohner | 140  | 123  | 111  | 108  | 105  | 104  | 117  |

## Sehenswürdigkeiten
- Kirche Saint-Pierre und Saint-Paul
- drei Schlösser (Château Baboneix, Château le Chalard, Château de l’Étang)
- Monumentalkreuz im Süden der Gemeinde

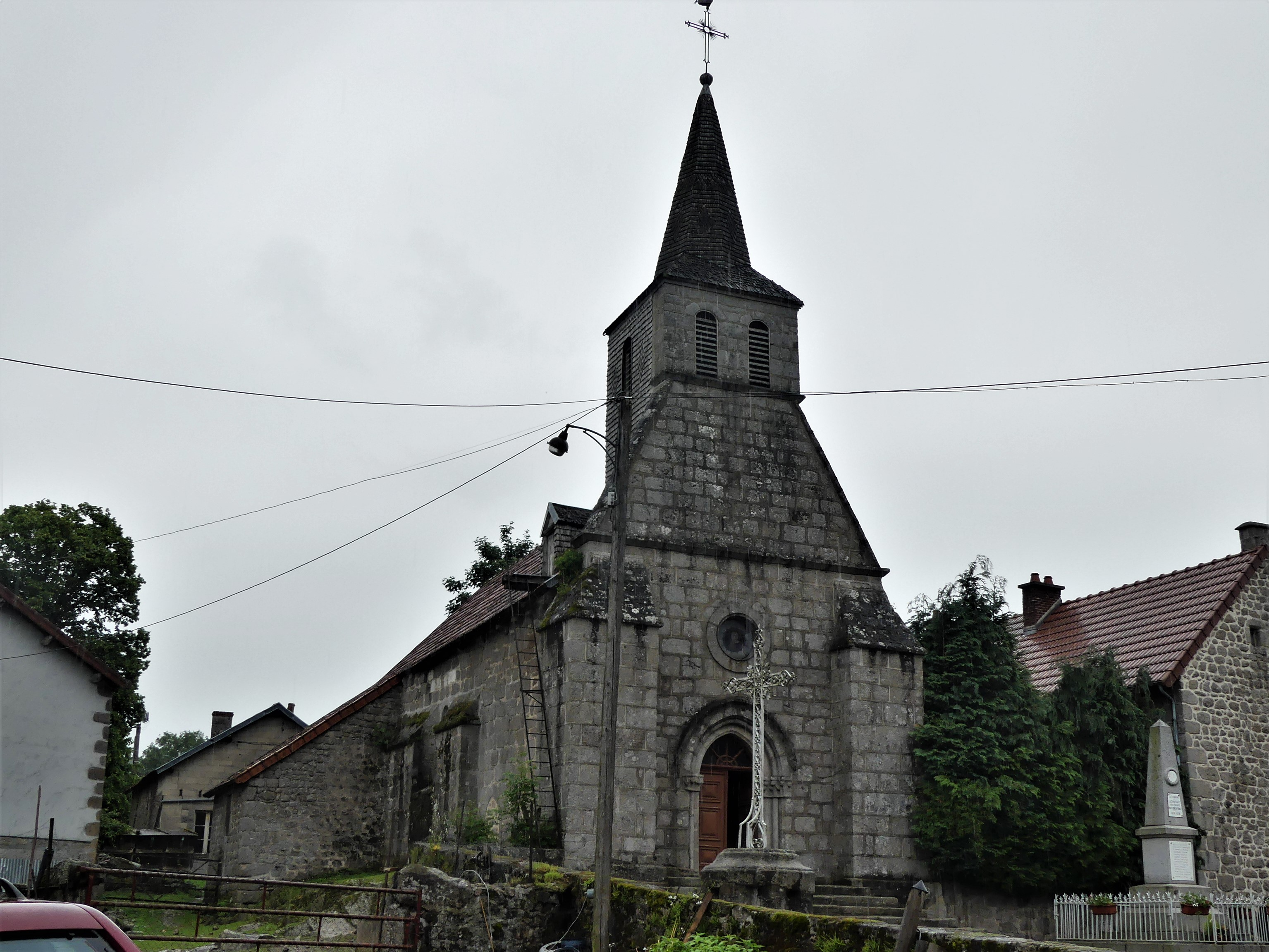
Kirche Saint-Pierre und Saint-Paul